# Notas de Enseñanza Media (Chile)
Las Notas de Enseñanza Media (NEM) es uno de los factores que se usan en Chile, junto a la Prueba de Acceso a la Educación Superior (PAES) y el Ranking de Notas, para el proceso de admisión a las universidades chilenas. Se obtiene calculando la media aritmética de todos los promedios anuales de cada asignatura cursada durante los cuatro años de la enseñanza media, y su transformación conforme a la correspondiente tabla confeccionada por el DEMRE.
Este puntaje se implementó en el marco de la aplicación de la Prueba de Aptitud Académica, manteniéndose vigente en la actualidad con la Prueba de Selección Universitaria.

## Cálculo
El puntaje NEM se obtiene calculando la media aritmética de todos los promedios anuales de cada asignatura cursada durante los cuatro años de la enseñanza media, truncando a la centésima (Considerar dos decimales sin aproximación). El resultado obtenido debe ser comparado en la tabla de transformación, confeccionada por el DEMRE, obteniendo así este puntaje.
La tabla de transformación distingue las 3 modalidades de educación media:
- Grupo A (Científico-Humanista Diurno): Corresponde a los liceos y colegios de promoción anual y por ciclos, y también a los egresados de la Escuela Naval.
- Grupo B (Científico-Humanista Vespertino): Corresponde a los colegios y liceos de promoción anual y por ciclos, en los cuales se entrega educación a los Adultos.
- Grupo C (Técnico-Profesional): Corresponde a los egresados de colegios y liceos en modalidad de enseñanza comercial, industrial, técnica, agrícola y marítima (Excluyendo a los Egresados de la Escuela Naval).